# Guy Standing
Guy Standing (9 de febrero de 1948), es un profesor, investigador y escritor británico especializado en Estudios de Desarrollo en la School of Oriental and African Studies (SOAS), de la Universidad de Londres; es miembro de la Academia de Ciencias Sociales del Reino Unido (FAcSS) y cofundador de la Red Global de Renta Básica (Basic Income Earth Network -BIEN).
Las publicaciones de Standing incluyen la economía laboral, derechos laborales, las políticas del mercado laboral, el desempleo, la flexibilidad laboral, las políticas de ajuste estructural y protección social. Sus últimos trabajos han tratado la clase emergente del precariado y la precariedad laboral, la necesidad de una renta básica universal, la democracia deliberativa así como de lo que considera el actual capitalismo corrupto.

## Formación y carrera profesional
Guy Standing se licenció en economía en la Universidad de Sussex en 1971. Después de obtener una maestría en economía laboral y relaciones industriales en la Universidad de Illinois, recibió su doctorado en economía en la Universidad de Cambridge en 1977.
De 1975 a 2006, Standing trabajó en la Organización Internacional del Trabajo (OIT), como director del Programa de Seguridad Socioeconómica de la OIT. El programa fue responsable de la redacción un importante informe sobre la seguridad socioeconómica en todo el mundo y para la creación del Índice de trabajo decente (Decent Work Index).
Desde 2006 es profesor de Seguridad económica Universidad de Bath, y desde 2013 en la Escuela de Estudios Orientales y Africanos (SOAS) de la Universidad de Londres. En agosto de 2015, Standing apoyo la campaña del laborista Jeremy Corbyn para la elección del líder del Partido laborista británico.

### El Precariado
El libro más conocido de Standing es El precariado: Una nueva clase social (The Precariat: The New Dangerous Class), publicado en 2011 y traducido a varios idiomas. La globalización y la gestión de la globalización en beneficio de los intereses financieros y de las multinacionales habría hundido a cada vez más personas en lo que denomina precariado, situación social y económica que el autor considera y analiza como una nueva clase social emergente. Según Standing, la precariedad supone tanto sufrir la inseguridad laboral (falta de un trabajo decente o con derechos laborales dignos), sino también la inseguridad de identidad así como la falta de control del tiempo de vida y la imposibilidad de establecer una planificación vital. Esta situación se ve agravada por el deterioro de las políticas públicas de protección social -desprotección en el desempleo, dificultad de acceso a la vivienda, encarecimiento de los seguros sanitarios, reducción de las pensiones y dificultad para su acceso.
Standing describe la precariedad como un aglomerado de varios grupos sociales diferentes, en particular los inmigrantes, los jóvenes educados y los que están fuera o han sido expulsados de la vieja clase obrera industrial.
Standing considera que los dirigentes políticos deben hacer reformas sociales ambiciosas con el fin de garantizar la seguridad económica y financiera como un derecho. Aboga por una renta básica universal como uno de los pasos más necesarios e importantes  para atenuar la nueva realidad socioeconómica, defendiendo además que favorecería el crecimiento económico. Considera que si los políticos no toman las decisiones necesarias, es muy posible movimientos sociales cargados de ira y violencia, y nacimiento y crecimiento de los partidos políticos de extrema derecha.

### La corrupción del capitalismo
La corrupción del capitalismo (The Corruption of Capitalism: Why Rentiers Thrive and Work Does Not Pay) publicado en 2006 trata sobre la degeneración de los principios fundamentales del capitalismo -mercado libre, competencia- por la preeminencia del denominado capitalismo rentista y el capitalismo patrimonial, la máxima expresión del capitalismo corrupto:

Cómo las reivindicaciones hechas en nombre del capitalismo han sido corrompidas para construir un sistema radicalmente distinto de lo que sostienen sus partidarios. (…) En la actualidad, tenemos el sistema de mercado menos libre que se haya creado nunca. Es profundamente corrupto, porque sus líderes afirman que es lo contrario de aquello en lo que se está convirtiendo.”

Par Standing un grupo social de grandes rentistas, grandes beneficiarios de un sistema financiero que provocó la Gran Recesión de 2008 son los que se lucran del funcionamiento actual del capitalismo y son completamente ajenos a los conceptos tradicionales de creación de riqueza, producción, libre mercado o competencia. Los principios que rigen actualmente el capitalismo y defienden estos grandes capitalistas patrimoniales son propiedad, la posesión, el control de activos escasos (bien porque su escasez sea natural, bien porque esta se provoque de forma artificial), la presión política, la reducció y7o elimnación de impuestos, etc. Se habrían convertido en la nueva nobleza que existía en el medievo: rentistas que poseen inmensas propiedades y terrenos, derechos de acceso y paso y otros privilegios.
Para Standing estaríamos en un capitalismo en proceso de corrupción cuyo fin parece ser el de substituir el sistema competitivo empresarial por un nuevo tipo de plutócratas más semejantes a los viejos burgueses o nobles medievales que a los nuevos innovadores que el capitalismo vende. Los beneficios de esta oligarquía provienen de los sistemas de patentes y de registro de la propiedad intelectual, de las exenciones fiscales, de subvenciones públicas directas e indirectas, de la privatización de servicios ya creados y de la generación de deuda y la emisión de crédito como mecanismo para hacer pública la deuda generada de forma privada. Se produciría una transferencia de capital de las clases bajas a las altas y por tanto un aumento de la desigualdad económica y social.

## Premios
- 2014- Premio de la Academy of Social Sciences - Fellow of the Academy of Social Sciences (FAcSS).[20]

### En español
Libros
- 2013 - El precariado. Una nueva clase social. 300 págs., Editorial Pasado y Presente, ISBN 9788494100819.
- 2015 - Precariado. Una carta de derechos, Editorial Capitán Swing, ISBN 978-84-942879-6-1.[21]
- 2017 - La corrupción del capitalismo. Editorial Pasado y Presente, ISBN 9788494619366.[22]

Artículos
- Guy Standing - artículos en Sin Permiso

### En inglés
Libros
- Standing, Guy (1999). Global labour flexibility: seeking distributive justice. New York: St. Martin's Press. ISBN 9780333776520.
- Standing, Guy (2002). Beyond the new paternalism: basic security as equality. London New York: Verso. ISBN 9781859843451.
- Standing, Guy; November, Andràs (2003). Un revenu de base pour chacun(e). Genève: Bureau international du travail. ISBN 9789222151264.
- Standing, Guy (2005). Promoting income security as a right Europe and North America. London: Anthem Press. ISBN 9780857287328.
- Standing, Guy (2009). Work after globalization: building occupational citizenship. Cheltenham, UK Northampton, Massachusetts: Edward Elgar. ISBN 9781848447783.
- Standing, Guy; Jhabvala, Renana; Unni, Jeemol; Rani, Uma (2010). Social income and insecurity: a study in Gujarat. London New York: Routledge. ISBN 9780415585743.
- Standing, Guy (2011). The Precariat. London: Bloomsbury Academic. ISBN 9781849664554.
- Standing, Guy (2014). A Precariat Charter: from denizens to citizens. London New York: Bloomsbury Academic. ISBN 9781472510396.
- Standing, Guy (2017). Basic income: and how we can make it happen. London: Pelican/Penguin (A Pelican Introduction). ISBN 9780141985497.

Artículos de prensa
- Standing, Guy (March 1999). «Global feminization through flexible labor: a theme revisited». World Development (Elsevier) 27 (3): 583-602. doi:10.1016/S0305-750X(98)00151-X.
- Standing, Guy; Bonnet, Florence; Figueiredo, José B. (June 2003). «A family of decent work indexes». International Labour Review (Wiley) 142 (2): 213-238. doi:10.1111/j.1564-913X.2003.tb00259.x.
- Standing, Guy (24 de mayo de 2011). «The precariat: the new dangerous class». Policy Network (think tank). Archivado desde el original el 10 de enero de 2018. Consultado el 4 de noviembre de 2017.
- Standing, Guy (27 de enero de 2012). «The precariat: why it needs deliberative democracy». openDemocracy. Archivado desde el original el 25 de junio de 2014. Consultado el 4 de julio de 2014.
- Standing, Guy (19 de agosto de 2012). «Britain's labour figures hide the real hours we work every day». The Guardian | Comment is free. Consultado el 4 de julio de 2014.